# Nergüjn Tümennast
Nergüjn Tümennast (mong. Нэргүйн Түмэннаст; ur. 1 stycznia 1967 w Sant, zm. 12 czerwca 2021) – mongolski zapaśnik w stylu wolnym. Olimpijczyk z Barcelony 1992, gdzie zajął jedenaste miejsce w kategorii 82 kg.
Piąty na igrzyskach azjatyckich w 1994. Zdobył dwa srebrne medale mistrzostw Azji – w 1991 i 1992 roku.